# Uniwersytet Kalifornijski w Los Angeles
Uniwersytet Kalifornijski w Los Angeles, skrótowiec UCLA (od ang. University of California, Los Angeles) – publiczny amerykański uniwersytet oferujący studia licencjackie, magisterskie, doktoranckie i dalsze, ulokowany na północy dzielnicy Westwood w Los Angeles. Jest to drugi, po Berkeley, pod względem daty założenia kampus Uniwersytetu Kalifornijskiego i największa uczelnia w stanie Kalifornia.

## Historia
23 maja 1919 roku dawna szkoła nauczycielska została włączona do Uniwersytetu Kalifornijskiego i uruchomiono program licencjacki College of Letters and Science.
W 1927 roku uczelnia przyjęła nazwę University of California at Los Angeles. W 1958 at zastąpiono przecinkiem, co dało obecną oficjalną nazwę, University of California, Los Angeles (analogicznie do nazw pozostałych kampusów Uniwersytetu Kalifornijskiego).
Również w 1927 UCLA otrzymało tereny pod kampus w Westwood, na południe od bulwaru Zachodzącego Słońca. Pierwsze zajęcia w czterech budynkach przeprowadzono w 1929. Uczelnia uzyskała uprawnienia przyznawania tytułów magisterskich w 1933, a doktorskich w 1936.

## Sport
Drużyny sportowe UCLA noszą nazwę Bruins („Niedźwiadki”), a ich barwami są kolory niebieski i złoty. Drużyny biorą udział w rozgrywkach National Collegiate Athletic Association w Konferencji Pacyficznej Dziesiątki (Pacific Ten Conference, w skrócie Pac–12).
UCLA posiada, między innymi, drużyny futbolu amerykańskiego, koszykówki, siatkówki i piłki nożnej.

## Współpraca międzynarodowa
UCLA bierze udział w kilku programach wymiany międzyuczelnianej na różnych poziomach kształcenia.
Jej szkoła prowadząca studia MBA – Anderson School of Management – jest członkiem międzynarodowego programu Partnership in International Management, w ramach którego prowadzi wymianę ze Szkołą Główną Handlową w Warszawie. Jest to jedyny program wymiany z polską uczelnią na UCLA.